# Effraie dorée
Tyto aurantia
Espèce
Statut de conservation UICN

 VU C1+2a(ii) : Vulnérable
Statut CITES
L'Effraie dorée (Tyto aurantia) est une espèce d'oiseaux de la famille des Tytonidae.

## Répartition
Cette espèce est endémique de Nouvelle-Bretagne.